# Nombre hautement abondant

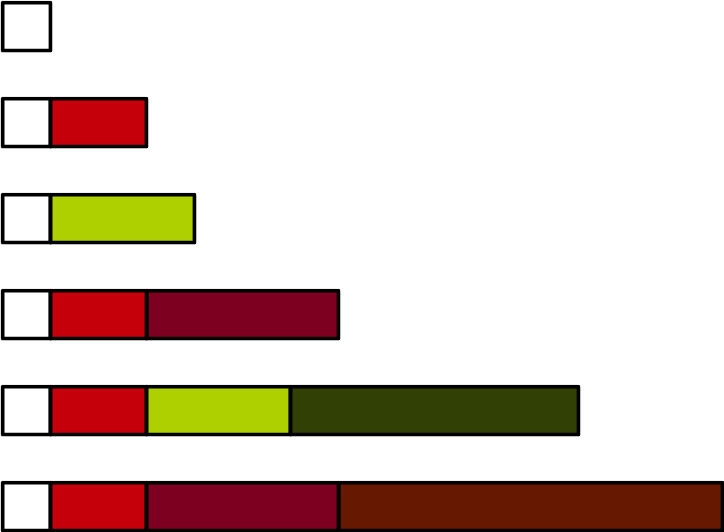
Somme des diviseurs des six premiers nombres hautement abondant (1,2,3,4,6,8), représentés avec des réglettes cuisenaire.

En mathématiques, un nombre hautement abondant est un entier naturel dont la somme des diviseurs, lui-même inclus, est strictement supérieure à la somme des diviseurs de tout entier plus petit.
Ce concept, ainsi que d'autres catégories arithmétiques de nombres, a été introduit par le mathématicien indien Subbayya Sivasankaranarayana Pillai en 1943 et son travail fut poursuivi par Leonidas Alaoglu et Paul Erdős, en 1944. Ces derniers ont notamment dressé la liste de tous les nombres hautement abondants jusqu'à 104, et montré que le nombre de nombres hautement abondants inférieurs à N était au moins proportionnel à (log N)2. Ils ont également démontré que 7 200 est le plus grand nombre puissant hautement abondant et, par conséquent, le plus grand nombre hautement abondant ayant une somme des diviseurs impaire.

## Définition formelle et exemples
Un entier naturel n est dit hautement abondant si pour tout entier naturel m < n, σ(n) > σ(m), où σ est la fonction somme des diviseurs.
Les premiers nombres hautement abondants sont :
1, 2, 3, 4, 6, 8, 10, 12, 16, 18, 20, 24, 30, 36, 42, 48, 60 (suite A002093 de l'OEIS).
Par exemple, 5 n'est pas hautement abondant, car σ(5) = 5 + 1 = 6 < σ(4) = 4 + 2 + 1 = 7. Inversement, 8 est hautement abondant, car σ(8) = 8 + 4 + 2 + 1 = 15, ce qui est strictement supérieur à toutes les précédentes valeurs de σ.

## Rapports avec d'autres catégories de nombres
Bien que les 8 premières factorielles soient des nombres hautement abondants, toutes les factorielles n'en sont pas. Par exemple,
σ(9!) = σ(362 880) = 1 481 040.
Or, il y un nombre inférieur à 362 880 dont la somme des diviseurs est supérieure :
σ(360 360) = 1 572 480.
Donc 9! n'est pas un nombre hautement abondant.
Alaoglu et Erdős ont par ailleurs remarqué que tous les nombres superabondants étaient aussi hautement abondants. Ils se sont aussi demandé s'il existait, inversement, une infinité de nombres hautement abondants mais non superabondants. En 1969, Jean-Louis Nicolas (en), de l'université Claude-Bernard (Lyon 1), a démontré que cette conjecture est vraie.
Malgré leur terminologie, tous les nombres hautement abondants ne sont pas abondants. En particulier, aucun des 7 plus petits nombres hautement abondants n'est abondant.